# Gali Ákos
Gali Ákos (Debrecen, 1958. április 29. –) magyar jogász, politikus, országgyűlési képviselő.

## Életpályája

### Iskolái
Az általános és középiskolát is szülővárosában végezte el; 1976-ban érettségizett a debreceni Fazekas Mihály Gimnáziumban. 1978–1983 között az Eötvös Loránd Tudományegyetem Jogtudományi Karának hallgatója volt.

### Pályafutása
1976–1977 között a debreceni Szalag- és Zsinórgyárban anyagmozgató volt. Ezután a BKV-nél betanított munkás volt. 1977–1978 között letöltötte sorkatonai szolgálatát Kalocsán. 1983–1985 között a Hajdú-Bihar Megyei Földhivatal jogásza volt. 1985-ben katonai szolgálatának második felét is  letöltötte. 1985–1987 között a nagyrábéi Petőfi Mezőgazdasági TSZ. jogásza volt. 1988–1990 között az APEH Hajdú-Bihar Megyei Igazgatóságán dolgozott.

### Politikai pályafutása
1988–1991 között az MDF tagja volt, de kizárták. 1989-ben részt vett a Páneurópai pikniken. 1989. április-december között a debreceni szervezet ügyvezető elnöke volt. 1989–1990 között az MDF választmányi tagja volt. 1990-ben a Választási és mandátumvizsgáló bizottság tagja volt. 1990–1991 között az Alkotmányügyi, törvényelőkészítő és igazságügyi bizottság tagja volt. 1990–1991 között, valamint 1992–1993 között az Ügyrendi bizottság tagja volt. 1990–1994 között országgyűlési képviselő (Debrecen, 1990–1991: MDF; 1991–1993: Független; 1993–1994: KDNP) volt. 1993–1994 között az Önkormányzati, közigazgatási, belbiztonsági és rendőrségi bizottság tagja volt. 1994-ben országgyűlési képviselőjelölt volt. 1994-ben polgármesterjelölt volt. 1994–1995 között a KDNP Hajdú-Bihar megyei alelnöke volt. 1994–1998 között a Hajdú-Bihar Megyei Közgyűlés alelnöke volt.